# 岩田丸
岩田 丸（いわた がん、1956年1月7日 - ）は、岡山県出身の日本の俳優。宝井プロジェクト所属。身長160 cm。体重52 kg。血液型はO型。特技は料理、似顔絵。趣味は映画鑑賞。

## 来歴・人物
鶴丸 八郎（つるまる はちろう）、沢蟹 元一（さわがに がんいち）、岩田 仁吉（いわた じんきち）名義での活動歴もある。
1980年代～2010年頃までの日本タレント名鑑やインターネット上のプロフィールには、生年が1952年と記載されていた。

## 出演

### テレビドラマ

#### NHK
- 「照柿」（1995年11月12日 - 12月17日）
- 大河ドラマ
  - 「秀吉」（1996年1月7日 - 12月22日） - 人足 役
  - 「武蔵 MUSASHI」第5話（2003年2月2日） - 立ち番 役
  - 「龍馬伝」第12話（2010年3月21日） - 祝儀の出席者 役
  - 「麒麟がくる」第42話（2021年1月24日） - 渡辺民部 役
- 連続テレビ小説
  - 「あぐり」（1997年4月7日 - 10月4日） - 岡山駅の駅員 役
  - 「私の青空」（2000年4月3日 - 9月30日） - 湊クラブ主任 役
  - 「純情きらり」第88話（2006年7月13日）
  - 「瞳」（2008年3月31日 - 9月27日） - 黒崎 役
  - 「つばさ」（2009年3月30日 - 9月26日） - 岡野 役
  - 「ゲゲゲの女房」第24話（2010年4月24日） - ガス集金人 役
  - 「おひさま」第103話（2011年8月1日）
  - 「梅ちゃん先生」第23話・第24話（2012年4月27日・4月28日）
  - 「ひよっこ」第144話（2017年9月16日）
  - 「エール」第61話・第65話（6月22日・6月26日） - 居酒屋の客 役[3]
- 「寺子屋ゆめ指南」（1997年9月5日 - 1998年3月20日） - 蕎麦屋 役
- 「しくじり鏡三郎」第1話 - 第3話・第5話・第9話・第10話・第13話・第16話・第18話・第20話・最終話（1999年4月2日 - 4月16日・4月30日・5月28日・6月4日・6月25日・7月16日・7月30日・8月13日・8月20日） - 牢番 役
- 「お登勢」（2001年4月6日 - 6月22日） - 安部興人 役
- 「蜂蜜の休暇」（2001年6月11日 - 7月9日） - 立川岩太 役
- 「精霊流し〜あなたを忘れない〜」第15話（2002年12月4日） - 漁協事務員 役
- 「人情とどけます〜江戸娘飛脚〜」（2003年1月10日 - 3月7日） - 水売り 役
- 「川、いつか海へ 6つの愛の物語」第2話（2003年12月22日） - 庭師 役
- 「トキオ 父への伝言」第5話（2004年9月6日）
- 「愛と友情のブギウギ」第9話（2005年4月11日）
- 「秘太刀 馬の骨」第3話（2005年9月9日）
- 「陽炎の辻〜居眠り磐音 江戸双紙〜」第1話（2007年7月19日）
- 「帽子」（2008年8月2日） - 轟主任 役
- 「ギネ 産婦人科の女たち」第3話（2009年10月28日）
- 「まっつぐ〜鎌倉河岸捕物控〜」最終話（2010年8月14日） - 遠州屋 役
- 「ラストマネー -愛の値段-」第4話（2011年10月4日）
- 「下町ボブスレー」第1話（2014年3月1日）
- 「夏目漱石の妻」第3話（2016年10月8日）
- 「スリル!〜赤の章〜」第1話（2017年2月22日）
- 「みをつくし料理帖」第4話（2017年6月10日） - 幇間 役
- 「そろばん侍 風の市兵衛」第2話（2018年5月26日）
- 「昭和元禄落語心中」第4話（2018年11月2日） - 通行人 役

#### 日本テレビ
- 「女医」（1999年7月5日 - 9月13日） - 2日酔いの男 役
- 「天使が消えた街」第7話（2000年5月24日） - キャバクラ店客 役
- 「新宿暴走救急隊」（2000年10月14日 - 12月16日） - バッティングセンター店長 役
- 「刑事」（2000年12月8日）
- 「OLポリス2～コギャルポリス編～」（2001年1月11日 - 2月1日） - コスプレキャバクラ店客 役
- 「メッセージ〜言葉が裏切っていく〜」（2003年1月13日 - 3月10日） - 住人 役
- 「ナースマンがゆく」第4話（2004年11月13日）
- 「ごくせん」第2シリーズ 第7話（2005年2月26日）
- 「たったひとつの恋」第6話（2006年11月18日）
- 「東京大空襲」後編（2008年3月18日）
- 「アイシテル〜海容〜」第9話（2009年6月10日）
- 「町医者ジャンボ!!」第1話・第3話（2013年7月4日・7月18日） - 漁師 役
- 「ダンダリン 労働基準監督官」第7話・第8話（2013年11月13日・11月20日） - 作業員 役

#### TBSテレビ
- 「失業白書」（1997年3月31日 - 5月30日） - 店の客 役
- 「3年B組金八先生」
  - 第5シリーズ 第3話（1999年10月28日） - バイク屋 役
  - 第7シリーズ 第1話（2004年10月15日） - 夜回り隊 役
- 「池袋ウエストゲートパーク」第6話（2000年5月19日） - 露天商 役
- 「真夏のメリークリスマス」第4話（2000年11月3日）
- 「ラブ&ファイト」第22話・第26話（2001年10月2日・10月8日） - 山口浩一 役
- 「サラリーマン金太郎」第3シリーズ 第3話・第4話（2002年1月20日・1月27日） - 島田 役
- 「木更津キャッツアイ」第2話（2002年1月25日）
- 「ぼくが地球を救う」第2話（2002年7月11日） - 売店のおじさん 役
- 「太陽の季節」第5話（2002年8月4日） - 作業員 役
- 「ブラックジャックによろしく」第3話・第4話（2003年4月25日・5月2日） - マスター 役
- 「末っ子長男姉三人」第3話 - 第5話（2003年10月26日 - 11月16日） - 作業員 役
- 「砂の器」第10話（2004年3月21日） - 村人 役
- 「新しい風」第6話（2004年5月20日）
- 「聞かせてよ愛の言葉を」第2話（2005年2月22日）
- 「鉄板少女アカネ!!」第5話（2006年11月12日） - 魚市場業者 役
- 「花より男子2」第10話（2007年3月9日）
- 「砂時計」第55話（2007年5月25日）
- 「特急田中3号」第6話（2007年5月18日）
- 「ぼくの妹」第7話 - 第9話（2009年5月31日 - 6月14日） - 岩崎 役
- 月曜ゴールデン「離婚妻探偵」第2作（2009年6月15日） - 守衛 役
- 「水戸黄門 第40部」第2話（2009年8月3日） - 久米次 役
- 「JIN-仁- 完結編」第2話・第3話（2011年4月24日・5月1日） - 平囚 役
- 「華和家の四姉妹」最終話（2011年9月18日）
- 「南極大陸」第1話（2011年10月16日）
- 「とんび」第9話（2013年3月10日）
- 「刑事のまなざし」第2話（2013年10月14日） - 屋台店主 役
- 「おやじの背中」第2話（2014年7月20日） - 溝口 役
- 「遠い約束〜星になったこどもたち」（2014年8月25日）
- 「天皇の料理番」第1話（2015年4月26日）
- 「99.9-刑事専門弁護士- SEASON I」第2話（2016年4月24日） - 組合長 役
- 月曜名作劇場「はぐれ署長の殺人急行」第1作（2016年12月5日） - 魚屋 役
- 「A LIFE〜愛しき人〜」最終話（2017年3月19日） - 土木作業員 役
- 「都庁爆破!」（2018年1月2日） - 警備員 役
- 「集団左遷!!」第1話・第2話・第4話 - 第6話（2019年4月21日・4月28日・5月12日 - 5月26日） - 庶務行員 役[4]
- 「グランメゾン東京」第3話（2019年11月3日）[5]
- 「天国と地獄〜サイコな2人〜」第6話（2021年2月21日）[6]
- 「ラストマン-全盲の捜査官-」第2話（2023年4月30日） - タバコ屋の店主 役

#### フジテレビ
- 「きらきらひかる」（1998年1月13日 - 3月17日） - 地下鉄駅員 役
- 「太陽は沈まない」（2000年4月13日 - 6月22日） - 榊孝太郎 役
- 「カバチタレ!」第5話（2001年2月8日）
- 「ルーキー!」第7話（2001年5月22日） - 八百屋のトラック運転手 役
- 「傷だらけのラブソング」第1話（2001年10月9日） - ラーメン屋客 役
- 「ロング・ラブレター〜漂流教室〜」第1話（2002年1月9日）
- 「ビッグマネー!〜浮世の沙汰は株しだい〜」第9話（2002年6月6日）
- 「熱烈的中華飯店」（2003年1月8日 - 3月12日） - 船員 役
- 「いつもふたりで」第4話（2003年1月27日） - 警官 役
- 「ダイヤモンドガール」第6話（2003年5月14日）
- 「東京ラブ・シネマ」第3話（2003年4月28日） - 野々宮 役
- 「ビギナー」第3話（2003年10月20日） - 管理人Y 役
- 「FIRE BOYS 〜め組の大吾〜」第7話（2004年2月17日）
- 「不機嫌なジーン」第7話（2005年1月17日）
- 「救命病棟24時」第3シリーズ 第6話（2005年2月15日）
- 金曜エンタテイメント「やがて来る日のために」（2005年5月6日）
- 「がんばっていきまっしょい」第7話（2005年8月23日）
- 「母親失格」（2007年1月4日 - 3月30日）
- 「東京タワー 〜オカンとボクと、時々、オトン〜」第1話（2007年1月8日）
- 「太郎と次郎〜反省ザルとボクの夢〜」（2007年3月17日）
- 「麗わしき鬼」（2007年4月2日 - 6月29日） - 南崎義正の父親 役
- 金曜プレステージ
  - 「ハマの静香は事件がお好き」第5作（2008年4月25日） - ホームレス 役
  - 「事件記者～警視庁記者クラブ」（2008年9月12日） - ホームレス 役
  - 「医療捜査官 財前一二三」第2作（2011年5月13日） - ホームレス 役
- 「美味しんぼ」第3作（2009年11月14日）
- 「パーフェクト・リポート」第2話（2010年10月24日）
- 「スクール!!」第5話（2011年2月13日）
- 「謎解きはディナーのあとで」第1話（2011年10月18日） - 主人 役
- 「早海さんと呼ばれる日」第6話・第8話（2012年2月19日・3月4日）
- 「家族のうた」第4話（2012年5月6日）
- 「一休さん」
  - 第1作（2012年6月30日）
  - 第2作（2013年5月5日）
- 「PRICELESS〜あるわけねぇだろ、んなもん!〜」第7話・第9話（2012年12月3日・12月17日）
- 「遅咲きのヒマワリ〜ボクの人生、リニューアル〜」第4話（2012年11月13日）
- 「リーガル・ハイ」第1話（2013年10月16日） - 社員 役
- 「サザエさん パート4」（2013年12月1日）
- 「福家警部補の挨拶」第4話（2014年2月4日）
- 「GTO」第2シリーズ 第6話（2014年8月12日）
- 「信長協奏曲」第8話（2014年12月1日）
- 「ようこそ、わが家へ」最終話（2015年6月15日） - 銭湯番頭 役
- 「黒井戸殺し」（2018年4月14日）
- 「トレース〜科捜研の男〜」第4話（2019年1月28日） - 作業員 役
- 「ストロベリーナイト・サーガ」第5話（2019年5月9日） - 斉藤晴彦 役[7]
- 「ミステリと言う勿れ」第1話（2022年1月10日） - 大家 役
- 「おいハンサム!!」第6話（2022年2月12日） - ラーメン店店主 役[8]
- 「366日」第5話（2024年5月6日） - 酒屋 役[9]
- 「アンメット ある脳外科医の日記」第8話（2024年6月3日、関西テレビ・フジテレビ） - 村の住民 役[10]

#### テレビ朝日
- 「月下の棋士」最終話（2000年3月13日）
- 「はぐれ刑事純情派」
  - 第13シリーズ 第8話「安浦刑事が漫才師に!? 泣き笑いの女！」（2000年5月24日） - 林 役
  - スペシャル「東京-稚内-礼文島北の最果て宗谷岬、それぞれの旅立ちさよなら、三波主任!」（2003年1月1日） - 遠井真也 役
- 「トリック」第1シリーズ 第1話（2000年7月7日） - 木下 役
- 「張込み」（2002年3月2日）
- 「ミステリー民俗学者 八雲樹」第6話（2004年11月19日）
- 「特命係長 只野仁」第2シリーズ 第3話（2005年1月28日） - 居酒屋店員 役
- 「時効警察」第7話（2006年2月24日）
- 「7人の女弁護士」第1シリーズ 第2話（2006年4月20日）
- 「相棒」
  - 第5シリーズ 第10話「名探偵登場」（2006年12月13日） - ホームレス 役
  - 第19シリーズ 第8話「一夜の夢」（2020年12月2日） - 木島義男 役[11]
- 「だめんず・うぉ〜か〜」第5話（2006年11月16日）
- 「生徒諸君!」第6話（2007年5月25日）
- 土曜ワイド劇場
  - 「北多摩署・蟹沢刑事の特捜事件ファイル」（2007年8月18日）
  - 「検事・朝日奈耀子」
    - 第16作「殺意のファンレターが暴いた美人ラジオDJの裏の顔!! レントゲンに写らない骨折の謎を玉子焼きが解く」（2015年5月2日） - 市場の店主 役
    - 第18作「死を呼ぶレジ係コンテスト!! 優勝候補が審査員を殺害!? 急に白髪になるアレルギーと割れた卵の謎」（2016年11月12日） - レジ係コンテストの司会 役
- 「臨場」第1シリーズ 第3話（2009年4月29日）
- 「匿名探偵」第2シリーズ 第4話（2014年8月1日）
- 「天使と悪魔-未解決事件匿名交渉課-」第5話（2015年5月8日） - 岩崎幸夫 役
- 「家政夫のミタゾノ」第1シリーズ 第3話（2016年11月4日） - 運転手 役
- 日曜ワイド「人類学者・岬久美子の殺人鑑定」第7作（2017年6月25日） - 「縄文人の暮らし」の見学者 役
- 「トットちゃん!」第22話（2017年10月31日）
- 「私のおじさん〜WATAOJI〜」第2話（2019年1月18日）
- 「疑惑」（2019年2月3日） - すし屋の大将 役
- 「当確師」（2020年12月27日） - ホームレス 役[12]
- 「和田家の男たち」第3話（2021年11月5日） - 河童流奉式参加者 役[13]
- 「家政夫のミタゾノ」第5シリーズ 第3話（2022年5月6日） - 岡本 役
- 「PJ 〜航空救難団〜」第1話（2025年4月24日） - 沢井豊 役[14]
- 「大追跡〜警視庁SSBC強行犯係〜」第6話（2025年8月13日） - 渡辺俊郎 役[15]

#### その他のテレビドラマ
- 女と愛とミステリー「ヤメ検弁護士 英剛直 佐渡島殺人航路」（2002年7月28日、テレビ東京）
- 「ぶるうかなりや」（2005年5月22日、WOWOW）
- 「文學の唄 恋する日曜日」第3シリーズ 第5話（2005年10月30日、BS-i）
- 水曜ミステリー9
  - 「刑事吉永誠一 涙の事件簿」第7作（2008年10月1日） - 第一発見者 役
  - 「偽証法廷」（2012年4月4日） - クラブの客 役
- 「スイッチガール!!」第4話（2012年1月21日、フジテレビTWO）
- 「POWER GAME〜パワーゲーム〜」第7話・最終話（2013年9月21日・9月28日、NHK BSプレミアム） - 記者 役
- 「リバースエッジ 大川端探偵社」第1話（2014年4月19日、テレビ東京） - 料理人 役
- 「ハング」（2014年9月20日 - 10月1日、BeeTV）
- 「フジコ」第5話（2015年11月13日、J:COM）
- 「破獄」（2017年4月12日、テレビ東京） - 三角四郎 役
- 「三島由紀夫 命売ります」（2018年1月13日 - 3月24日、テレビ東京） - ホームレス 役
- 「白い濁流」第1話（2021年8月22日、NHK BSプレミアム） - 好並正純 役[16]
- 「じゃない方の彼女」第1話・第3話・第6話・第10話・最終話（2021年10月11日・10月25日・11月15日・12月13日・12月27日、テレビ東京） - 盆栽教室生徒 役[17]

### 映画
- やくざ道入門（1994年6月4日）
- ワイルド・タッチ パチスロ大攻略（1999年4月21日）
- 孔雀 KUJAKU（1999年8月7日）
- 連弾（2001年3月31日） - 職人 役
- 竜馬の妻とその夫と愛人（2002年9月14日） - 隣の夫 役
- 笑の大学（2004年10月30日）
- レディ・ジョーカー（2004年12月11日） - 物井益蔵 役
- 陰日向に咲く（2008年1月26日） - ホームレス 役
- あしたのジョー（2011年2月11日）
- 凍牌（2013年5月18日）
- 想いのこし（2014年11月22日）
- HERO（2015年7月18日）
- 僕だけがいない街（2016年3月19日）
- 祈りの幕が下りる時（2018年1月27日）

### その他
- 逆転人生（2020年11月2日）[18]